# Xã Morgan, Quận Crawford, Iowa
Xã Morgan (tiếng Anh: Morgan Township) là một xã thuộc quận Crawford, tiểu bang Iowa, Hoa Kỳ. Năm 2010, dân số của xã này là 207 người.